# 하늘공원로
하늘공원로는 서울특별시 마포구 상암동 난지천공원입구 교차로와 노을공원 교차로를 잇는 서울특별시의 도로이다.

## 주요 경유지
서울특별시
- 마포구(상암동)

## 노선
| 이름             | 접속 노선 | 소재지     | 소재지 | 비고 |
| ---------------- | --------- | ---------- | ------ | ---- |
| 난지천공원입구   | 월드컵로  | 서울특별시 | 마포구 |      |
| 난지1교          |           | 서울특별시 | 마포구 |      |
| 한국지역난방공사 |           | 서울특별시 | 마포구 |      |
| 노을공원입구     |           | 서울특별시 | 마포구 |      |
| 노을공원         | 강변북로  | 서울특별시 | 마포구 |      |

## 주요 건물 및 시설
- 한국지역난방공사 중앙지사 (서울특별시 마포구 하늘공원로 84)
- 마포자원회수시설 (서울특별시 마포구 하늘공원로 86)
- 한국환경자원공사 (서울특별시 마포구 하늘공원로 86)